# Helle Simonsen (curlingspiller)
 For alternative betydninger, se Helle Simonsen. (Se også artikler, som begynder med Helle Simonsen)
Helle Nordfred Simonsen (født 7. september 1984 i Hvidovre) er en dansk curlingspiller. Hun spillede 3'er på Team Lene Nielsen og var dermed en del af det danske Curling Kvindelandshold.
Simonsen begyndte med curling, da hun var 13 år gammel og fik sin debut i international sammenhæng i 2004. Hun fik en bronze medalje med det danske hold i EM i curling 2007 i Füssen. Hun har også en fjerde plads fra VM i curling 2011 i Esbjerg samt tre 4. pladser fra Europa Mesterskaberne i hhv. 2011, -12 og -13.
Simonsen repræsenterede Danmark ved Vinter-OL 2014 i Sotji, som deltager i kvindernes curlingturnering. De vandt 4 ud af 9 kampe i de indledende runder og endte som nummer 6.
Hendes bedste resultater er 3. plads ved EM 2007, 4. plads ved EM 2013 og 4. plads ved VM 2011.
Helle Simonsen forlod topcurling da hun i 2016 blev testet positiv for doping. Det viste sig senere at stamme fra indtag af naturmedicin. Hun modtog efterfølgende en dopingkarantæne på 15 måneder.

## Eksterne links
- Helle Simonsens profil på Olympics.com (engelsk)
- Helle Simonsens profil på Olympic.org (arkiveret) (engelsk)
- Helle Simonsens profil på Sports-Reference OL-resultater (arkiveret) (engelsk)
- Helle Simonsens profil på Olympedia (engelsk)
- Helle Simonsens profil hos World Curling Tour (engelsk)
- Helle Simonsens profil hos World Curling Federation (engelsk)
- Helle Simonsen på World Curling Forbunds hjemmeside
- Helle Simonsen Profil på Danmarks Idrætsforbunds OLYMPISKE steder